# 莉娜·保羅
莉娜·保羅（英語：Lena Paul，1993年10月12日—），美國女性色情演員及成人模特兒，出身自喬治亞州和佛羅里達州，2016年獲星探發掘而出道，以豐滿上圍見稱。

## 簡歷
莉娜·保羅從小於喬治亞州及佛羅里達州德蘭長大，透過在家教育形式自習，曾修讀路易斯維爾大學拉丁美洲與拉美裔研究系的學士課程。大學畢業後，她加入過多間農業初創公司發展，主力研究可持續農業如有機農業、有機穀物治療等，亦曾被派到墨西哥從事環境保育（農業定位）工作。因那時所屬初創公司財務管理不善，自己常常付不出薪水給洪都拉斯或危地馬拉的工人，而利用 Skype 做個別網路性愛互動、借助危地馬拉酒店房間，任職視訊女郎來籌錢發薪，賺取商務旅遊費用至公司破產。後來她回到美國唸書，發現有一堆學貸要還，恰巧當時已在網絡上小有名氣而給星探主動發掘，遂2016年先截取「蓮納·荷恩（Lena Horne） + 蜜桃（Peach）」作藝名「Lena Peach」，再接納中介人提議改名「Lena Paul」，才正式出道成為色情演員及成人模特兒。
出道初期，莉娜·保羅多以美貌巨乳作賣點，很快得到 Jules Jordan、Evil Angel、Tushy 或 HardX 等大型片商青睞，吸納了逾百萬社交媒體粉絲。2017年，她曾於社交網站 Twitter 裏發貼文批評某男演員就位前不著重個人衞生，並藉此希望 APAC（Adult Performer Advocacy Committee）能夠正視有關問題而受到網民注目。同年7月，她因美國時任總統唐納·川普屢推新醫保法案「Trumpcare」以廢除巴拉克·歐巴馬醫療法案一事，又在 Twitter 上揚言「誰人向參議員投訴該新法案，將為他們提供免費『性福利』」，言論再次惹起關注。2018年1月，她於《第35屆AVN獎》獲得「最熱門新人」獎，資產淨值升至一百萬美元，隨後亦開設 OnlyFans 帳戶售賣性愛影片。

## 曾獲獎項與提名
- 提名與獎項眾多，詳見「lena paul - iafd.com」中「Awards」一欄。

| 年份   | 獎項                                                                                  | 結果 |
| 2018年 | 第35屆AVN獎「成人影帶新聞最佳新星獎」                                                 | 提名 |
| 2018年 | 第35屆AVN獎「最佳全女性群交場景」（《Women Seeking Women 140》）                      | 提名 |
| 2018年 | 第35屆AVN獎「最熱門新人」                                                             | 獲獎 |
| 2018年 | 意淫對象獎2018「最佳『提款機』」                                                      | 提名 |
| 2018年 | 意淫對象獎2018「最佳聲線獎」                                                          | 提名 |
| 2018年 | 意淫對象獎2018「年度暴乳甜心」                                                        | 提名 |
| 2018年 | 意淫對象獎2018「年度內射美人兒」                                                      | 提名 |
| 2018年 | 意淫對象獎2018「年度顏射對象獎」                                                      | 提名 |
| 2018年 | 意淫對象獎2018「最『胸』湧潑婦獎」                                                    | 提名 |
| 2018年 | 意淫對象獎2018「年度自慰對象獎」                                                      | 提名 |
| 2018年 | 意淫對象技術獎2018「最討人喜歡的自我聲明推特小白」                                    | 獲獎 |
| 2018年 | XBIZ獎2018「最佳新人」                                                                | 提名 |
| 2018年 | XBIZ獎2018「最佳非性愛演出」（《Justice League XXX: An Axel Braun Parody》）          | 提名 |
| 2018年 | XBIZ獎2018「最佳全女性性愛場景」（《Please Make Me Lesbian 15》）                     | 提名 |
| 2018年 | XBIZ獎2018「最佳全性別性愛場景」（《Curve Appeal》）                                  | 提名 |
| 2018年 | XRCO獎2018「最佳新人」                                                                | 獲獎 |
| 2018年 | 第36屆AVN獎「最佳群交場景」（《Lena Paul 1st Gangbang》）                             | 提名 |
| 2018年 | 第36屆AVN獎「最佳群交場景」（《Xander's World Tour》）                                | 提名 |
| 2018年 | 第36屆AVN獎「最佳三人性交場景」（二王一后）（《Blacked Raw V6》）                     | 提名 |
| 2018年 | 第36屆AVN獎「最佳乳房獎」                                                             | 提名 |
| 2018年 | 第37屆AVN獎「最佳多人性愛場景」（《Anything for Daddy（Interracial Icon 10、DVD）》） | 提名 |
| 2018年 | 第37屆AVN獎「最佳群交場景」（《Drive》）                                              | 獲獎 |

## 外部連結
- 莉娜·保羅的Facebook專頁（英文）
- 莉娜·保羅的Instagram帳戶（英文）
- 莉娜·保羅的X（前Twitter）（英文）
- Lena Paul在互联网电影资料库（IMDb）上的資料（英文）

※ 以下是18禁網頁：
- 成人電影資料庫上莉娜·保羅的资料（英文）
- Lena Paul - iafd.com （页面存档备份，存于）（英文）